# Академічний університет Петербурзької академії наук
Академічний університет Петербурзької академії наук (рос. Академический университет Петербургской академии наук) — перший світський вищий навчальний заклад в Російській Імперії, заснований Петром I 28 січня 1724 року у складі Петербурзької Академії наук. Постановою уряду РФ вважається попередником Імператорського Санкт-Петербурзького університету.

## Видатні випускники
- Михайло Ломоносов
- Дмитро Виноградов
- Василь Ададуров
- Степан Крашенінніков
- Степан Румовський
- Петро Іноходцев
- Василь Зуєв.